# シンガーズハイ
シンガーズハイは、日本の4ピース・ロックバンドである。2020年に結成。

## メンバー
内山ショート
1998年5月24日（27歳）
ギター、ボーカル、作詞、作曲担当。
山口県岩国市玖珂町出身。O型。
山口県立岩国高校を卒業。
県立広島大学中退。
みつ
2000年12月27日（24歳）
ベース、コーラス担当。
神奈川県横浜市出身。B型。
神奈川県立横浜平沼高校を卒業。
りゅーいち
2000年11月24日（24歳）
ドラム、コーラス担当。
埼玉県出身。A型。
ESPエンタテインメント東京を卒業。
ほりたいが
2000年5月23日（25歳）
ギター、コーラス担当。
埼玉県出身。B型。
ESPエンタテインメント東京を卒業。

## 来歴

### 2020年
- 3月1日 - 内山ショートがソロプロジェクトとして立ち上げる。[1]
- 8月1日 - 正式に4人体制での活動を開始。

### 2021年
- 4月24日 - 新代田FEVERにて、初ライブ"回春"を開催。チケットソールドアウト。
- 10月20日 - 1st Mini Album『Love and Hate』をK.O.G.A Recordsから発売[2]し、それに伴い初のリリースツアーを回る[3]。

### 2022年
- 1月15日 - ミュージックビデオやライブ時の衣装を制作しているWall Of Graphicの主催フェス、Graphic Rock Festival[注 1]に参加。
- 2月18日-23日 - JIGDRESS、ジュウと共にGOSANKE 2022を開催。
- 7月16日-30日 - シンガーズハイツアー2022 薄っぺらい愛を込めてを開催。最終日7月30日に初のワンマンライブを下北沢DaisyBarにて行う。

### 2023年
- 4月6日 - FM FUJIにてレギュラーラジオシンガーズハイの"Moonlight Lovers"がスタート。毎週木曜日22時からの生放送。
- 5月24日 - 1st EP『DOG』を発売。リリースに伴い、初の全国ツアーを開催[4]。発売日はボーカル内山の誕生日。
- 11月22日 - 1st Full Album『SINGER'S HIGH』を発売。リリースに伴い、全国ワンマンツアーを開催。最終日はZepp Shijuku。

### 2024年
- 3月22日 - ツアーファイナルのZepp Shinjukuにてファンクラブ『CLUB HIGH』の開設とファンクラブ会員限定ツアー『CLUB HIGH PARTY2024』の開催を発表。
- 11月13日 - ツアーファイナルのZepp Diversityにてファンクラブ会員限定ツアー『CLUB HIGH PARTY2025』の開催を発表。

## ディスコグラフィ

### インディーズ

#### 配信限定シングル
|      | 配信開始日     | タイトル       | 規格                   |
| ---- | -------------- | -------------- | ---------------------- |
| 1st  | 2020年8月13日  | グッドバイ     | デジタル・ダウンロード |
| 2nd  | 2020年11月14日 | 僕だけの為の歌 | デジタル・ダウンロード |
| 3rd  | 2021年2月17日  | アカクソメル   | デジタル・ダウンロード |
| 4th  | 2021年8月18日  | フリーター     | デジタル・ダウンロード |
| 5th  | 2022年2月9日   | daybreak       | デジタル・ダウンロード |
| 6th  | 2022年6月8日   | ノールス       | デジタル・ダウンロード |
| 7th  | 2023年2月8日   | Kid            | デジタル・ダウンロード |
| 8th  | 2023年8月22日  | climax         | デジタル・ダウンロード |
| 9th  | 2024年1月17日  | ニタリ         | デジタル・ダウンロード |
| 10th | 2024年4月24日  | エイトビート   | デジタル・ダウンロード |

#### EP
|     | タイトル | 規格品番 | 詳細                                                                                       |
| --- | -------- | -------- | ------------------------------------------------------------------------------------------ |
| 1st | DOG      | NOIS-005 | - 発売日 : 2023年5月24日 収録曲 1. Kid 2. 情けな 3. 飛んで火に入る夏の俺 4. Soft 5. あいつ |

#### ミニアルバム
|     | タイトル      | 規格品番 | 詳細 |
| --- | ------------- | -------- | --- |
| 1st | Love and Hate | KOGA-235 | - 発売日 : 2021年10月20日 収録曲 1. 僕だけの為の歌 2. フリーター 3. 走光性 4. 明日にはきっと 5. アカクソメル 6. グッドバイ |
| 2nd | Melody        | NOIS-003 | - 発売日 : 2022年11月9日 収録曲 1. daybreak 2. ノールス 3. 日記 4. すべて 5. エリザベス 6. 朝を待つ 7. 我儘                |
| 3rd | Serotonin     | NOIS-010 | - 発売日 : 2024年7月31日 収録曲 1. STRAIGHT FLUSH 2. 紫 3. ニタリ 4. 純 5. SENTI 6. エイトビート                           |

#### フルアルバム
|     | タイトル      | 規格品番 | 詳細 |
| --- | ------------- | -------- | --- |
| 1st | SINGER'S HIGH | NOIS-008 | - 発売日 : 2023年11月22日 収録曲 1. 愛の屍 2. グッドバイ 3. パンザマスト 4. かすみ 5. Kid 6. サーセン 7. daybreak 8. ノールス 9. SHE 10. Soft 11. フリーター 12. climax |

## ミュージックビデオ
| 公開年 | 公開月日 | 監督       | 曲名           |
| ------ | -------- | ---------- | -------------- |
| 2020年 | 8月7日   | 百香       | グッドバイ     |
| 2020年 | 11月14日 | 木村和亮   | 僕だけの為の歌 |
| 2021年 | 2月17日  | 白重聡一郎 | アカクソメル   |
| 2021年 | 8月18日  | 白重聡一郎 | フリーター     |
| 2022年 | 2月9日   | 白重聡一郎 | daybreak       |
| 2022年 | 6月8日   | 白重聡一郎 | ノールス       |
| 2022年 | 10月26日 | 白重聡一郎 | 我儘           |
| 2022年 | 11月9日  | 白重聡一郎 | すべて         |
| 2022年 | 11月25日 | 白重聡一郎 | エリザベス     |
| 2023年 | 2月8日   | 白重聡一郎 | Kid            |
| 2023年 | 5月24日  | 白重聡一郎 | Soft           |
| 2023年 | 8月22日  | 白重聡一郎 | climax         |
| 2023年 | 11月8日  | 堤瑛史     | サーセン       |
| 2023年 | 11月22日 | 白重聡一郎 | パンザマスト   |
| 2024年 | 2月8日   | Sota Edo   | ニタリ         |
| 2024年 | 3月1日   | 白重聡一郎 | 愛の屍         |
| 2024年 | 4月24日  | Sota Edo   | エイトビート   |
| 2024年 | 7月30日  | Sota Edo   | STRAIGHT FLUSH |

## タイアップ
| 使用年 | 曲名   | タイアップ                                   |
| ------ | ------ | -------------------------------------------- |
| 2024年 | ニタリ | テレビ東京『闇芝居』十二期エンディングテーマ |